# Taziano il Siro
Taziano il Siro (in latino Tatianus Assyrius; Siria, 120 circa – Siria [?], 180 circa) è stato un teologo, filosofo e scrittore siro.
Allievo di Giustino, passò poi al gruppo gnostico degli Encratiti. Fu espressione di un mondo bilingue e multiculturale: di cultura siriaca, fu un buon conoscitore della filosofia greca. È noto per essere stato l'autore del Diatessaron, una silloge dei quattro Vangeli.

## Biografia
Della sua vita sono noti pochissimi particolari. Originario dell'Adiabene (alta Mesopotamia), fu educato da un filosofo (o rétore) greco. In gioventù viaggiò a lungo entrando in contatto con il pensiero di molti filosofi. Durante questi viaggi, disgustato dall'avidità dei filosofi pagani con i quali era entrato in contatto, concepì un profondo disprezzo per i loro insegnamenti. Intorno al 150, attratto dalla religione cristiana e dalla semplicità delle Sacre Scritture, si convertì unendosi alla comunità di Roma, dove divenne un seguace di Giustino. 
Finché fu in vita Giustino, Taziano si affermò come uno dei più convinti sostenitori del Cristianesimo. Successivamente, attorno al 172 passò al gruppo gnostico degli Encratiti e ritornò in Oriente. Le circostanze e la data della sua morte sono sconosciute.

## Pensiero
Nonostante gli fosse stata impartita un'educazione in lingua greca, maturò, dopo la conversione, una violenta idiosincrasia nei confronti dell'ellenismo e del paganesimo. Sosteneva che i Greci non avessero inventato la filosofia. Dio, secondo Taziano, non è causa immanente della materia, ma la domina, ed è tramite la Creazione che noi conosciamo la sua esistenza e la sua potenza. Dio avrebbe proferito il Verbo, senza separasi da Lui, e a sua volta il Verbo avrebbe prodotto la materia, operando come il demiurgo platonico. Ma il Dio di Taziano non trova la materia già fatta, come nel caso del demiurgo, e neanche la crea dal nulla, ma la proietta fuori di sé; la materia è dunque Sua stessa creatura. Taziano affermava che le prime proiezioni del Verbo sono gli angeli. Essendo essi "proiezioni", non sono perfetti, non posseggono cioè il Bene per essenza, ma lo realizzano per volontà. Con la ribellione del primo degli angeli, ovvero Satana, alla volontà di Dio, seguito da altri ancora, ne conseguì necessariamente che una parte del creato venne esclusa dal rapporto col Verbo, e anche gli uomini, che seguirono questi angeli ribelli (i demòni), diventarono mortali.
Gli angeli decaduti insegnarono agli uomini la nozione di fatalità, con la quale l'uomo, secondo Taziano, non avrebbe nulla a che fare, in quanto padrone di sé e dei suoi desideri.

## Le opere
Taziano compose molte opere, ma ne sono sopravvissute solamente due. La prima, risalente al periodo ortodosso, è un'apologia del Cristianesimo intitolata Πρὸς Ἕλληνας (ma meglio nota come Oratio ad Graecos o Oratio adversus Graecos), e fu scritta dopo il 165. È divisa in due parti: nella prima parte (I-XXXI) espone la fede cristiana dimostrando la sua superiorità sulla filosofia greca; nella seconda (XXII-XLII) dimostra l'antichità della religione cristiana. Il tono di questa apologia è amaro e denunciatorio. L'autore inveisce contro l'ellenismo in tutte le sue forme ed esprime il disprezzo più profondo per la filosofia e i modi greci, in sostanza è un atto di accusa contro tutta la civiltà classica.
L'altra opera sopravvissuta di Taziano è il Diatessaron, un tentativo di armonizzazione dei quattro Vangeli consistente in un continuum narrativo degli eventi principali della vita di Gesù. Di questa opera di larghissima diffusione esistono solo alcuni frammenti in siriaco, ma Efrem il Siro ne fa una ricostruzione abbastanza fedele in un suo commentario, il cui testo in siriaco è andato perduto, ma che esiste in una versione armena. Esistono anche varie revisioni del Diatessaron, in varie lingue tra le quali una in latino conservata nel Codice Fuldensis dei Vangeli datato intorno al 545, un'altra in una versione araba rinvenuta in due manoscritti di un periodo successivo. Il Diatessaron o Evangelion da Mehallete («Vangelo mescolato») fu praticamente l'unico testo evangelico usato in Siria durante il III e il IV secolo. Rabbula, vescovo di Edessa (411-435), ordinò che preti e diaconi controllassero che in ogni chiesa ci fosse almeno una copia dei Vangeli separati (Evangelion da Mepharreshe), e Teodoreto, vescovo di Cirro (423-457), fece togliere più di duecento copie del Diatessaron dalle chiese della sua diocesi.
Molte altre opere composte da Taziano sono scomparse. Nella sua apologia (XV) egli parla di un lavoro Sugli animali e (XVI) di uno Sulla natura di demoni. Un altro scritto per confutare le calunnie contro i Cristiani (XL) fu progettato ma forse mai scritto. Scrisse anche un Libro dei problemi (Eusebio di Cesarea, Historia ecclesiastica, V, 13), che trattava delle difficoltà nelle Sacre Scritture, e uno Sulla perfezione secondo i precetti del Nostro Salvatore (Clemente Alessandrino, Stromata, III, 12, 81).